# Silvana (opera)
A Silvana Carl Maria von Weber egyik háromfelvonásos operája. Librettóját Franz Karl Hiemer írta Karl Franz Guolfinger (Steinsberg lovagja) Das stumme Waldmädchen (A néma erdei lány) című színműve alapján. Ősbemutatójára 1810. szeptember 16-án került sor a frankfurtii Nationaltheaterben. Magyarországon 1820-ban mutatták be a Pesti Városi Német Színházban.

## Szereplők
| Szereplő                       | Hangfekvés |
| ------------------------------ | ---------- |
| Silvana (Ottilie)              | próza      |
| Rudolph von Helfenstein gróf   | tenor      |
| Krips, a fegyverhordozója      | basszus    |
| Adelhardt gróf                 | bariton    |
| Mechtilde, a lánya             | szoprán    |
| Albert von Cleeburg            | tenor      |
| Kurst, a fegyverhordozója      | basszus    |
| Fust von Grimmbach             | bariton    |
| Klärchen, Mechtilde szobalánya | szoprán    |
| Ulrich                         | próza      |
| Hirdető                        | tenor      |

## Cselekménye
Helyszín: Németország
Idő: a 18. században

### Első felvonás
Helyszín: Erdős hegyi táj egy barlang közelében
Rudolph von Helfenstein gróf és Fust von Grimmbach híveik és környékbeli hajtók kíséretében medvevadászatot tart. Rudolph azonban csak testben tart a vadászokkal, gondolatai máshol járnak. Apja egykor Mechtildével, Adelhart gróf leányával jegyezte el, Rudolph azonban mentesülni szeretne adott szava alól, nincs ínyére a kötendő házasság. Merengéséből fegyvernöke, Krips kiáltásai zökkentik vissza: a közelben egy barlangra bukkant, amelyben medvék búvóhelyét sejti. A többiek megtorpannak, csak a gróf mer belépni a sötéten tátongó mélyedésbe, de ott medve helyett egy gyönyörű, ám riadt leányt talál csak. Amikor sikerül a fényre csalnia, a tollakkal és bőrökkel takart teremtésben a környékbeliek Silvanára, a régóta az erdőben élő néma lányra ismernek. A grófnak megtetszik a lány, szeretné magával vinni leendő apósa közeli várába, de ő azonban tiltakozik, fél elhagyni megszokott környezetét. A lány végül enged a szóbeszédnek és a társasággal a várba megy.

### Második felvonás
Helyszín: Adelhart gróf várában
Mechtildének is terhes az apja által ráerőltetett jegyesség Rudolphfal. Az idős gróf azonban hajthatatlan. Amióta – elmondása szerint – esküdt ellensége, Hans von Cleeburg elraboltatta fiatalabb leányát, Ottiliet és gyermekének végleg nyoma veszett, idősebb leánya az egyetlen reménye, hogy rangjához méltó házassággal helyreállítsa a grófi család megtépázott hírnevét. Mechtilde nehéz döntés előtt áll: szeretne engedelmes leánya lenni apjának, akit végtelenül tisztel, de szíve Alberthez, a Cleeburg család sarjához köti. A két család ádáz ellenségeskedése folytán aligha remélheti, hogy apja valaha is beleegyezését adja e házassághoz. Klärchennek, Mechtilde szobalányának sikerül a várba csempésznie Albertet és míg a szerelmesek néhány szót válthatnak egymással, neki is sikerül kedvesével, Albert fegyverhordozójával, Kurttal találkoznia. Ezalatt Silvana is felébred álmából Rudolph szobájában, aki maga is meghívott vendégként érkezett a kastélyba. Míg álmát őrizte, egészen belehabarodott a lányba, s most hogy felébredt, nyomban szerelmet is vall neki. A várban lovagi tornát rendeznek. A viadalon egy ismeretlen páncélos vitéz a nyertes, aki a díj átvételekor felnyitja sisakrostélyát: ő Albert von Cleeburg. Adelhart gróf, a viadal előtt adott szavát – bárki részt vehet a párviadalon, és sértetlenül távozhat a várból – megszegve azonnal el akarja fogatni, Rudolph és emberei azonban kardot rántanak, és segítenek Albertnek elmenekülni.

### Harmadik felvonás
Első jelenet
Helyszín: Erdei tisztás Adelhart gróf várának közelében
Albert és hívei a közeli erdőben húzzák meg magukat a váratlanul kitört vihar elől. Itt találkoznak Ulrichhal, a helybeli gazdálkodóval, aki kétségbeesetten keresi pártfogoltját, az általa felnevelt Silvanát. Elmeséli az ifjú grófnak, hogy Silvana valójában Adelhart gróf kisebbik leánya, Ottilie, akit a gróf elvakult dühében az erdőbe hozott és magára hagyott. Azzal vádolta ugyanis feleségét, hogy megcsalta és Ottilie valójában nem az ő, hanem Hans von Cleeburg gyermeke.
Második jelenet
Helyszín: Adelhart gróf várában
Az idős grófnak feltűnik, hogy leendő veje nem leánya, hanem a néma lány körül forgolódik. A házassággal kapcsolatos terveit veszélyben látva elhatározza, hogy megöleti Silvanát. Mechtildének és Rudolphnak csak az utolsó pillanatban sikerül a tervet megakadályozni. A várba érkezik Albert gróf és vele Ulrich. A várból elüldözött, épp csak megmenekült fiatalember Adelhart szemébe vágja: akit az imént meg akart ölni, tulajdon gyermeke, elraboltnak mondott leánya. A dühtől tajtékzó várurat csak a lánynál talált, felesége képmását rejtő medál es gyémántkereszt felmutatása csillapítja le, amelyeket egykor anyja akasztott gyermeke nyakába. Most, hogy kiléte nem titok többé, Ulrich, a lány gondviselője feloldja Silvana-Ottilie némaságára adott utasítását, amelyet azért talált ki, hogy megvédje idegenek tolakodásától. Adelhart kénytelen jó képet vágni a történtekhez: Ottilie Rudolph, Mechtilde Albert felesége lesz. Ünnepélyesen meg kell azonban fogadnia azt is, hogy örökre lezártnak tekinti a két család egykori viszályát.

## Híres zeneművek
- Halloh, halloh, halloh! - vadászkórus (első felvonás)
- So soll denn dieses Herz nie Liebe finden - Rudolph áriája (első felvonás)
- So geh' und führ' aus jener Höhle - Rudolph és Krips kettőse (első felvonás)
- Ein Mädchen ohne Mängel - Krips dala (első felvonás)
- Genießt, jedoch bescheiden - finálé (első felvonás)
- Er geht, er hört mich nicht - Mechtilde áriája (második felvonás)
- Mechtilde, geliebte - Albert, Mechtilde, Kürt és Klärchen négyese (második felvonás)
- Ich liebe dich! Darf ich dich fragen? - Rudolph áriája (második felvonás)
- Sah ich sonst ein Mädchen - Krips ariettája (második felvonás)
- Triumph, triumph, dem Krieger" - finálé (második felvonás)